# Rahiolisaurus
Rahiolisaurus ist eine Gattung theropoder Dinosaurier aus der Gruppe der Abelisauridae. Fossilien stammen aus der Oberkreide (Maastrichtium) der Lameta-Formation in Indien. Alle Fossilien stammen aus einem einzigen Steinbruch im indischen Bundesstaat Gujarat, gehörten jedoch zu mindestens 7 verschiedenen Individuen. 
Das Tier wurde 2010 von Fernando Novas und Kollegen mit der einzigen Art R. gujaratensis wissenschaftlich beschrieben. Die Verwandtschaftsbeziehungen der Gattung innerhalb der Abelisauridae wurden bislang nicht untersucht.
Rahiolisaurus ist nach der Ortschaft Rahioli benannt, wo die Fossilien gefunden wurden. Der zweite Teil des Artnamens, gujaratensis, weist auf den indischen Bundesstaat Gujarat.

## Merkmale
Rahiolisaurus war ein großer Abelisauride. Ein ausgewachsenes Exemplar mit einem 77 Zentimeter langen Oberschenkelknochen wird auf eine Körperlänge von 8 Metern geschätzt, basierend auf Vergleichen mit dem besser bekannten Majungasaurus. Der Körperbau war verglichen mit dem ebenfalls aus der Lameta-Formation stammenden Rajasaurus relativ grazil, die Beine waren relativ schlank. Vom Schädel ist lediglich ein rechtes Zwischenkieferbein (Prämaxillare) bekannt – wie bei anderen Abelisauriden zeigt es eine rugose Oberfläche und enthält vier Zähne, eine für ursprüngliche Theropoden typische Anzahl.
Von verwandten Abelisauriden lässt sich diese Gattung durch eine Reihe einzigartiger Merkmale abgrenzen: So waren beispielsweise die Zähne des Zwischenkieferbeins im Querschnitt tränenförmig, während der Postacetabularprozess des Ilium eine tiefe Kerbe aufweist.

## Fund
Die Fossilien stammen aus einem einzigen, 50 Quadratmeter großen Steinbruch nahe der Ortschaft Rahioli im Kheda-Distrikt im westlichen Indien. Sie wurden bei Grabungsarbeiten in den Jahren 1995 und 1997 entdeckt und werden heute im Indian Statistical Institute in Kalkutta aufbewahrt. Chatterjee und Rudra (1996) schrieben die Funde ursprünglich der Gattung Indosuchus zu. Die Fossilien wurden größtenteils disartikuliert (außerhalb des ursprünglichen anatomischen Verbundes) vorgefunden, weshalb jedem Knochen eine eigene Exemplarnummer zugeteilt wurde. Das Holotyp-Exemplar besteht aus drei assoziiert vorgefundenen Knochen: einem rechten Darmbein (ISIR 550), einem rechten Schambein (ISIR 554) und einem rechten Oberschenkelknochen (ISIR 558). Die Fossilien stammen von mindestens sieben verschiedenen Individuen aus unterschiedlichen Altersstufen, worauf die sieben entdeckten rechten Schienbeine weisen. Da diese mehrfach gefundenen Skelettelemente keine Variationen aufweisen, die auf verschiedene Arten hinweisen könnten, werden sämtliche Knochen des Fundorts einer einzigen Art zugeschrieben.